# Теракт в Махачкале (2011)
Террористический акт в Махачкале произошёл ночью 22 сентября 2011 года. Были взорваны 3 автомобиля.
- Первый автомобиль «Лада-Приора» взорвался возле республиканского МВД (мощность взрыва составила три килограмма в тротиловом эквиваленте).
- Спустя 15 минут взорвался автомобиль ВАЗ-21043, начинённый поражающими элементами.
- На соседней улице взорвался автомобиль с террористами.

В организации совершённых терактов заподозрили Ибрагимхалила Даудова — лидера дагестанских боевиков и мужа женщины, которая взорвалась в Кузьминском парке Москвы в декабре 2010 года. В пользу этой версии говорит то обстоятельство, что в числе боевиков, подорвавшихся в ночь терактов, оказался Бадрудин Салимов — так называемый амир Кадарской зоны, входивший в ближайшее окружение Даудова.
Кроме того, боевики, возможно, планировали взорвать одну из бомб у стадиона «Динамо».
Позже в организации теракта обвинили лидера махачкалинской диверсионно-террористической группы и т. н. амира Махачкалы Эльдоса Зульфугарова. Он был уничтожен в марте 2012 года.